# تری پانوتیون
تری پانوتیون (به انگلیسی: Trypanothione) با فرمول شیمیایی C27H49N9O10S2 یک ترکیب شیمیایی با شناسه پاب‌کم ۴۴۹۵۱۷ است؛ که جرم مولی آن ۷۲۳٫۸۶۲۲۶ گرم بر مول می‌باشد.